# 1846 en Belgique
Chronologie de la Belgique
- 1842
- 1843
- 1844
- 1845
- 1846
- 1847
- 1848
- 1849
- 1850

Cette page recense des événements qui se sont produits durant l'année 1846 en Belgique.

## Événements
- 31 mars : gouvernement catholique de Barthélemy de Theux dominé par Jules Malou (cabinet des six Malou)[1].
- 14 juin : congrès constitutif du parti libéral à Bruxelles[1].

## Culture

### Architecture

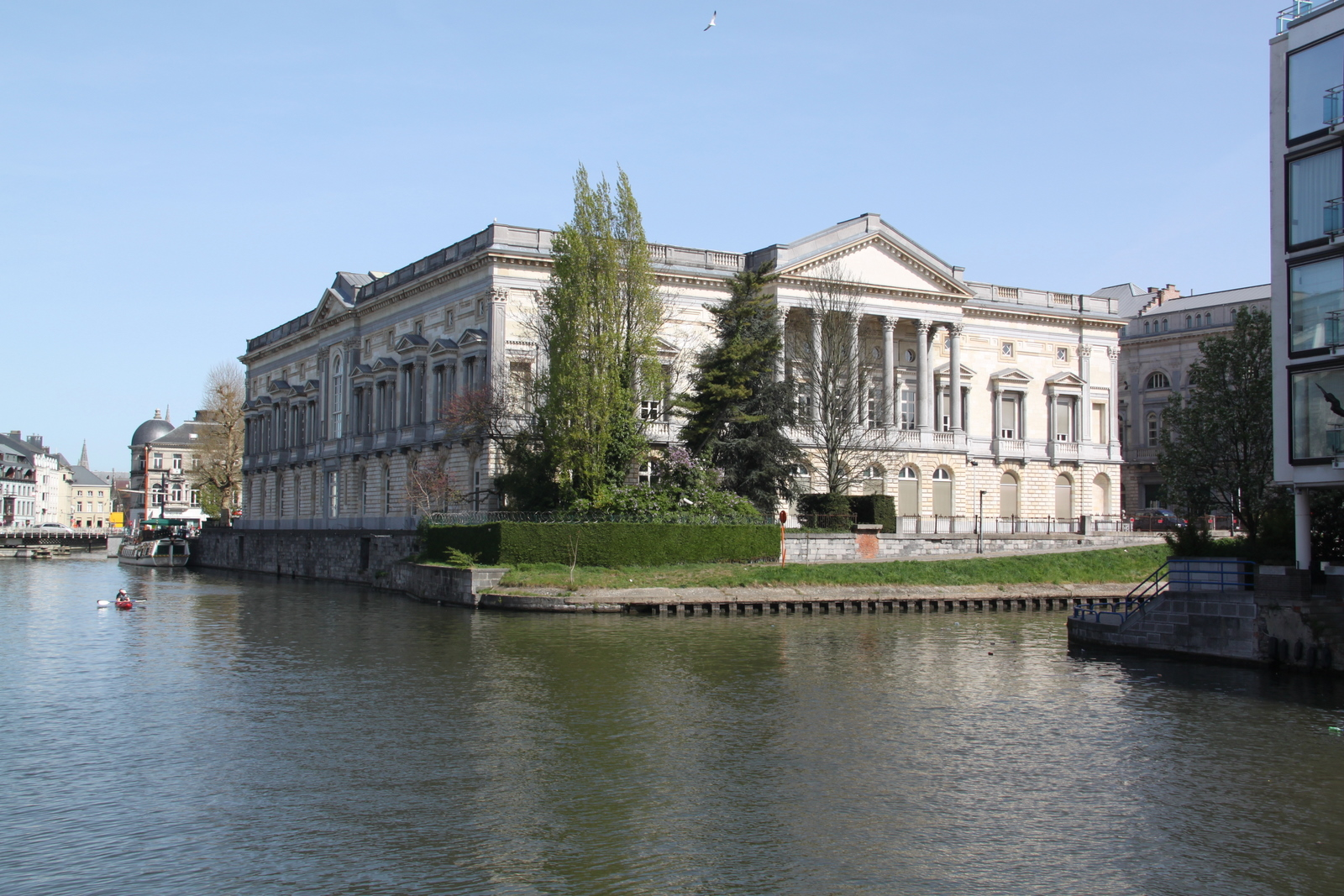
Palais de justice de Gand

### Arts
- Le sculpteur Jean Geefs remporte le premier prix de Rome belge[2].

## Naissances
- 7 juin : Louis-Joseph Antoine, fondateur du culte antoiniste († 1912)
- 24 janvier : Isidore Verheyden, peintre († 1er novembre 1905).
- 19 novembre : Émile Wauters, peintre († 11 décembre 1933).

## Décès
- 1er juillet : Auguste Duvivier, homme politique (° 12 décembre 1772).

## Statistiques
- Population totale au 15 octobre 1846 : 4 337 196 habitants[3].